# Cryptamorpha picturata
Cryptamorpha picturata is een keversoort uit de familie spitshalskevers (Silvanidae). De wetenschappelijke naam van de soort werd in 1880 gepubliceerd door Edmund Reitter.